# Liliovník v Novém Jičíně
Liliovník v Novém Jičíně (známý také jako Novojický liliovník) se nachází v Poděbradově ulici v katastrálním území Nový Jičín-Dolní Předměstí. Tento strom patří k původním výsadbám u Blumovy vily, která je nyní budovou banky. Jak je uvedeno na tabuli u stromu: "Liliovníky pocházejí ze Severní Ameriky, do České republiky byly poprvé dovezeny v roce 1865. Jsou ojedinělé lyrovitým tvarem listů a žlutými květy, které připomínají tvarem tulipán."

## Základní údaje
- Název: liliovník v Novém Jičíně[2], Novojický liliovník[1]
- druh: liliovník tulipánokvětý (Liriodendron tulipifera)
- výška: 26 m[2]
- obvod: 329 cm[1], 225 cm[2]
- věk: asi 150 let[1]
- památný strom ČR: 13. června 1980[2]
- umístění: kraj Moravskoslezský, okres Nový Jičín, obec Nový Jičín

## Památné a významné stromy v okolí
- Mendlův buk (Nový Jičín-Horní Předměstí)
- Platan na Slovanské (Nový Jičín-Horní Předměstí)
- Hücklův jedlovec (Nový Jičín-Horní Předměstí)
- Novojičínské metasekvoje (Nový Jičín-Dolní Předměstí)
- Buk ve Smetanových sadech (Nový Jičín-Dolní Předměstí)